# Cohete aire-aire

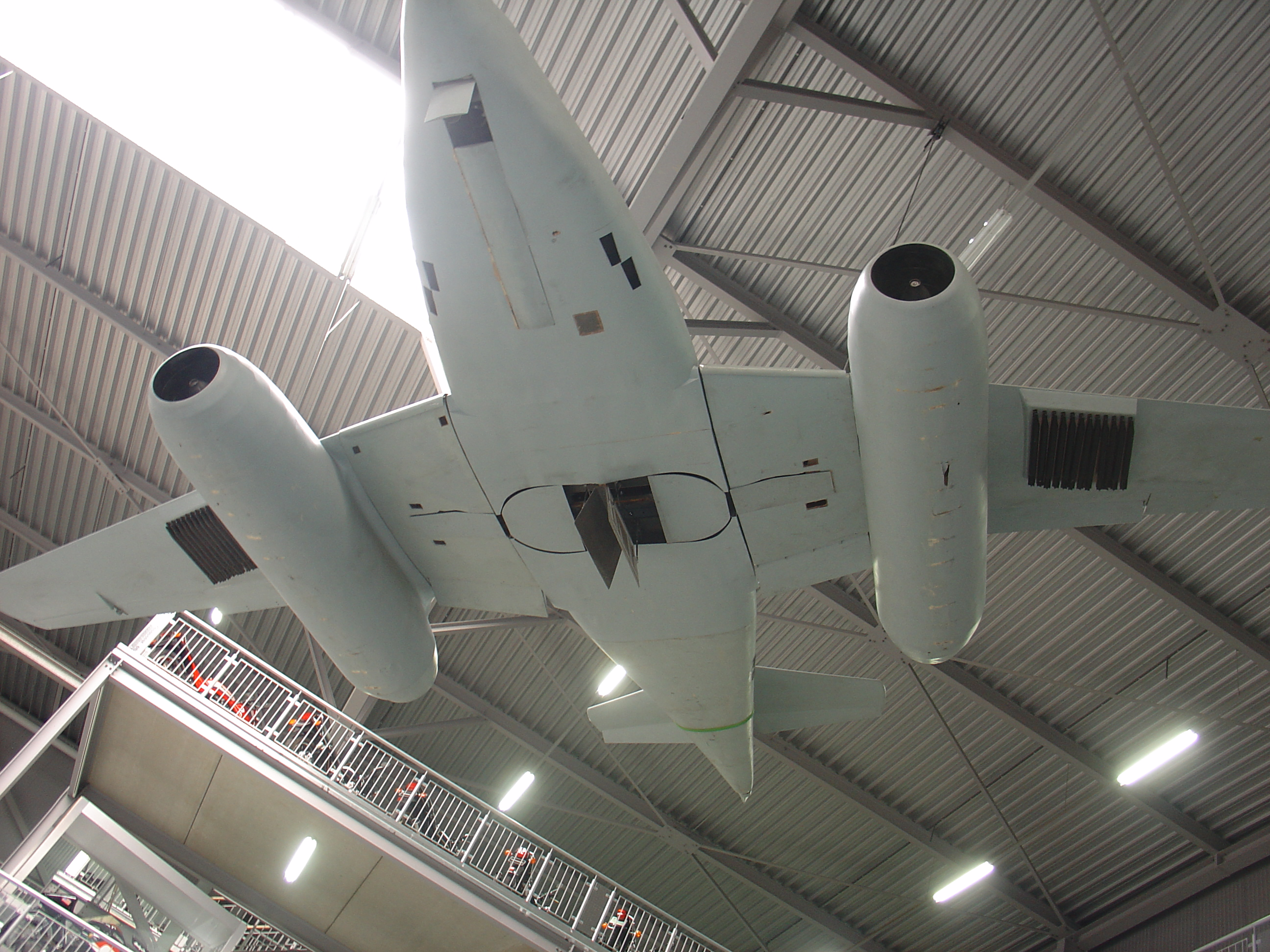
Un Me 262 armado con cohetes R4M.

Un cohete aire-aire o cohete de intercepción aérea es un proyectil no guiado lanzado desde un avión para atacar otros aviones. Fueron brevemente empleados en la Primera Guerra Mundial para atacar globos de observación enemigos, así como durante y después de la Segunda Guerra Mundial para atacar bombarderos. Los cazas eran demasiado maniobrables para ser atacados eficazmente con cohetes.

## Historia

### Primera Guerra Mundial
Los cohetes fueron empleados en la Primera Guerra Mundial para atacar globos de observación y dirigibles. Las tasas de derribos eran bajas y los cohetes eran peligrosos de lanzar desde los primeros cazas construidos con materiales sumamente inflamables. Hacia el final de la guerra fueron reemplazados por las balas incendiarias Pomeroy. La bala Pomeroy fue diseñada para derribar a los zepelines alemanes, encendiendo el hidrógeno que llevaban a bordo. No siempre funcionaba. Uno de los principales cohetes de la Primera Guerra Mundial fue el Le Prieur, que tenía un alcance de aproximadamente 115 m, limitado por su imprecisión. Fue empleado por primera vez en la Batalla de Verdún.

### Período de entreguerras
El primer ejemplo conocido de un ataque exitoso con cohetes aire-aire por parte de un avión contra otro tuvo lugar el 20 de agosto de 1939, durante la Batalla de Jaljin Gol. Un grupo de cazas soviéticos Polikarpov I-16 al mando del Capitán N. Zvonaryev, destruyó con éxito unos aviones japoneses lanzándores cohetes RS-82. Los RS-82 iban montados en pilones especiales bajo las alas de los cazas soviéticos.

### Segunda Guerra Mundial
Los cohetes aire-aire fueron empleados en la Segunda Guerra Mundial para atacar bombarderos, porque disparar un cañón automático a altas velocidades de aproximación demostró ser ineficaz. Además, llegar al radio de acción de las armas del caza también significa entrar en el radio de acción de las ametralladoras de cola del bombardero. El cohete alemán R4M fue el primer cohete aire-aire efectivo.[cita requerida] Fue muy exitoso, pero llegó demasiado tarde para cambiar el curso de la guerra.[cita requerida] Después de probar la eficacia de los cohetes alemanes, tanto la Unión Soviética como Estados Unidos desarrollaron sus propios cohetes.
La invención del misil aire-aire en la década de 1950, selló el final de sus contrapartes no guiadas. La capacidad de maniobrar durante la trayectoria de vuelo incremento significativamente el porcentaje de impacto respecto a los cohetes. Estados Unidos construyó un último cohete aire-aire, el AIR-2 Genie. Montaba una ojiva nuclear con un radio de acción de 300 m para compensar su falta de precisión.

## Cohetes aire-aire por país
Francia
- Cohete Le Prieur

Alemania
- Werfer-Granate 21 (Wfr. Gr. 21), derivado del 21 cm Nebelwerfer 42
- R4M

Estados Unidos
- FFAR
- Zuni

Unión Soviética
- RS-82 y RS-132